# Kurt Poletti
Kurt Poletti (Zug, 23 de abril de 1960) es un deportista suizo que compitió en bobsleigh en la modalidad cuádruple.
Ganó dos medallas en el Campeonato Mundial de Bobsleigh, plata en 1981 y oro en 1983, y dos medallas en el Campeonato Europeo de Bobsleigh, oro en 1983 y bronce en 1984.

## Palmarés internacional
| Campeonato Mundial | Campeonato Mundial           | Campeonato Mundial | Campeonato Mundial |
| Año                | Lugar                        | Medalla            | Prueba             |
| ------------------ | ---------------------------- | ------------------ | ------------------ |
| 1981               | Cortina d'Ampezzo (Italia)   | Medalla de plata   | Cuádruple          |
| 1983               | Lake Placid (Estados Unidos) | Medalla de oro     | Cuádruple          |
| Campeonato Europeo |                              |                    |                    |
| Año                | Lugar                        | Medalla            | Prueba             |
| 1983               | Sarajevo (Yugoslavia)        | Medalla de oro     | Cuádruple          |
| 1984               | Igls (Austria)               | Medalla de bronce  | Cuádruple          |